# جوزف هیوز
جوزف هیوز (Joseph Hewes) (زادهٔ ۹ ژوئیه ۱۷۳۰ میلادی - درگذشتهٔ ۱۰ نوامبر ۱۷۷۹ میلادی)، از بنیان‌گذاران ایالات متحده، امضا کنندهٔ انجمن قاره‌ای و اعلامیهٔ استقلال ایالات متحده و اهل پرینستون، نیوجرسی بود که در سال ۱۷۳۰ چشم به جهان گشود. والدینش از اعضای انجمن اخوت معروف به کوئیکرها بودند. در زندگی‌نامه‌های پیشین هیوز به اشتباه آمده‌است که والدینش اهل کنتیکت بوده‌اند. مادرش، پراویدنس ورث و پدربزرگ و مادربزرگش زادهٔ نیوجرسی بودند. پدر هیوز، آرون هیوز، از نسل سوم ساکنان شهرستان چستر در پنسیلوانیا بود. امکان دارد هیوز به کالج نیوجرسی، دانشگاه پرینستون کنونی، رفته باشد، اما مدرکی در این باره وجود ندارد. به احتمال زیاد، هیوز به مدرسهٔ لاتین در نزدیکی پرینستون رفته که توسط انجمن کوئیکر استونی بروک ایجاد شده بود.

## حرفهٔ بازرگانی
در حدود سال ۱۷۴۹ یا ۱۷۵۰، هیوز به فیلادلفیا نقل مکان کرد و به عنوان کارآموز در کسب و کار تجاری جوزف اوگدن در خیابان چسنات و خیابان دوم مشغول به کار شد. اوگدن با عموزادهٔ هیوز، جیمیما هیوز ازدواج کرده بود. هیوز در دورهٔ کارآموزی‌اش به همراه اوگدن یا یکی از دستیارانش معروف به مباشر با کشتی باری به شهرهای بندری از جمله بوستون، نیویورک، ادنتون (کارولینای شمالی)، چارلستون و تورتولا در جزایر ویرجین بریتانیا رفته و با تجار آنجا به داد و ستد می‌پرداختند. هیوز طی آن مدت در فیلادلفیا، در مراسم و جلسات کوئیکر در عبادت‌گاه واقع در خیابان آرچ شرکت می‌کرد.
هیوز پس از اتمام دورهٔ کارآموزی‌اش به این نتیجه رسید که فرصت‌های موجود در بندرگاهی در کارولینای شمالی در ادنتون، شهری بندری، رو به رشد و ایمن در خلیج کوچکی در سمت شمال آلبمارل‌ساند که در زمان کارآموزی‌اش به آنجا رفته بود، بهترین موقعیت برای موفقیت را در اختیار او قرار می‌دهد. او در اواخر سال ۱۷۵۴ به آنجا نقل مکان و با چارلز بلونت شرکت «بلونت، هیوز و شرکا» را تأسیس کرد و طولی نکشید که به تاجری سرشناس در ادنتون تبدیل شد. جیمز آیردل در نامه‌ای به یکی از دوستانش در سال ۱۷۷۲ دربارهٔ هیوز اظهار داشت:
«آقای محترمی در این شهر هست که بسیار مورد علاقهٔ من و در واقع مورد علاقهٔ همه است، زیرا یکی از بهترین و دلنشین‌ترین مردان در این جهان است. نامش آقای هیوز است. او بازرگان و نمایندهٔ شهر است؛ در واقع حامی و بزرگترین افتخار شهر ماست. حدود ۶ یا ۷ سال پیش، او برای مدت بسیار کوتاهی با یکی از خواهران آقای [جانستون] ازدواج کرد، اما همسرش به‌طور ناگهانی درگذشت؛ و این وضعیت ناخوشایند، هرگونه شادی و رضایت را برای مدت طولانی در زندگی‌اش تلخ کرد. او از آن زمان تا کنون مجرد مانده‌است…»
در سال ۱۷۶۳، شرکت «بلونت، هیوز و شرکا» منحل شد. هیوز با وکیلی محلی به نام رابرت اسمیت، شرکت «هیوز و اسمیت» را راه اندازی کرد. علاوه بر فروشگاهی در نبش شمال شرقی خیابان مِین و کینگ، این شرکت مالک «دفاتر، سه انبار، یک اسکله و پنج کشتی، سه قایق باری و دو کشتی دو دکله» بود. هیوز همچنین مالک شخصی کارگاه تعمیر و ساخت کشتی در دهانهٔ پمبروک کریک بود. در سال ۱۷۷۷، هیوز کارخانهٔ طناب‌سازی برای بافت طناب، ریسمان و طناب و کابل‌های مخصوص دکل و بادبان‌های کشتی ایجاد کرد. این کارخانه در طول دههٔ بعدی به یکی از تأمین‌کنندگان اصلی ریسمان و طناب‌های باکیفیت در صنعت کشتی‌رانی آمریکا تبدیل شد.
در سال ۱۷۵۷، هیوز به عنوان قاضی صلح در ادنتون منصوب شد. در سال ۱۷۶۰، او به عضویت شورای کارولینای شمالی درآمد و در کمیته‌های مهم مالی و خزانه‌داری خدمت کرد. او تا سال ۱۷۷۵، عضو این شورا بود.
چارلز فرانسیس جنکینز، مورخ و عضو فرقهٔ کوئیکر اظهار داشت که هیوز در تمام عمرش عضو فرقهٔ کوئیکر بود: «دربارهٔ جوزف هیوز که بیشتر رسوم و مراسم بیرونی گردهمایی‌های کوئیکر را کنار گذاشته بود، زمان آن فرا رسیده‌است که بگوییم آیا او یک کوئیکر بود یا خیر. پاسخ این است که او یکی از اعضای حق-التولدی (حقی که براثر تولد به شخص تعلق می‌گیرد) انجمن ماهانهٔ چسترفیلد، نیوجرسی بود که هرگز کناره‌گیری نکرد یا طرد نشد، هرگز به‌طور رسمی با هیچ سازمان مذهبی دیگری ارتباط برقرار نکرد و زمانی که درگذشت، مرگش در عبادت‌گاه کوئیکر ثبت شد که این موضوع نشان می‌دهد، آنها حداقل او را یکی از خودشان می‌دانسته‌اند».
این ادعا که او هرگز به‌طور رسمی با هیچ سازمان مذهبی دیگری ارتباط برقرار نکرده بود، با سوابق کلیسای انگلیکن سنت پل در ادنتون، جاییکه او به عنوان متصدی امور مالی خدمت کرد، تناقض دارد.

## وفات
جوزف هیوز در ۱۰ نوامبر ۱۷۷۹، هشت ماه مانده به پنجاهمین سالگرد تولدش درگذشت. مراسم خاکسپاری روز بعد برگزار شد.
روزنامهٔ امریکن دیلی دانلپ و کلیپول در شانزدهمین شمارهٔ خود در نوامبر و در صفحهٔ دوم گزارشی از مراسم خاکسپاری را چاپ کرد:
در روز ۱۰ نوامبر، به کنگره اطلاع داده شد که آقای جوزف هیوز، یکی از نمایندگان ایالت کارولینای شمالی، صبح همان روز درگذشته است و پیشنهاد شد که خاکسپاری فردا عصر صورت بگیرد و مقرر شد که همهٔ اعضای کنگره فردا عصر ساعت سه بعدازظهر، به عنوان عزادار و در حالی که پارچهٔ سیاهی به دور بازوی چپ‌شان بسته‌اند، در مراسم خاکسپاری شرکت کنند و به مدت یک ماه به عزاداری ادامه دهند. به علاوه آنها تصمیم گرفتند که آقایان هارنت، شارپ و گریفین نظارت بر مراسم خاکسپاری را برعهده داشته باشند؛ و اینکه کشیش وایت به اجرای مراسم بپردازد. آنها همچنین به کمیته دستور دادند تا از مجلس شورای ایالتی، رئیس‌جمهور و شورای عالی اجرایی پنسیلوانیا، وزیر مختار فرانسه و دیگر افراد برجسته در شهر برای حضور در مراسم خاکسپاری دعوت به عمل آورند.
به این ترتیب در ساعت سه بعد از ظهر همان روز، گروه مشایعین، جنازه را به کلیسای کرایست بردند. آقایان کارلتون، تروپ، دین، براون، پنل و سرهنگ آدامز تابوت را حمل می‌کردند. علاوه بر رئیس‌جمهور و اعضای کنگره به عنوان عزاداران، مجلس شورای ایالتی، تعدادی از افسران کشوری و لشکری و تعداد زیادی از ساکنان و افراد غریبه نیز در این مراسم حضور داشتند.

مراسم مذهبی توسط کشیش وایت، سرکشیش کلیساهای اسقفی در این شهر و یکی از کشیشان کنگره انجام و جنازه در قبرستان و در مجاورت آقای درایتون به خاک سپرده شد.
هیوز یکی از اعضای انجمن وحدت شماره ۷ بود که در سال ۱۷۷۶ مورد بازدید قرار گرفت و با تشریفات فراماسونی در قبرستان کلیسای کرایست در فیلادلفیا، پنسیلوانیا به خاک سپرده شد.

## ارجاعات
1. ↑  Chesterfield Monthly Meeting (Swarthmore, PA: Swarthmore College Quaker Meeting Records Friends Historical Library) Minutes, 1659-1885, p. 36. See also records for Aaron Hewes
2. ↑  "Dunlap and Claypoole's Pennsylvania Packet or American Daily Advertiser, p. 2". newspapers.com. Retrieved 18 Feb 2022.
3. ↑  Sanderson, John (1828). Biography of the Signers to the Declaration of Independence, Vol. 5 (به انگلیسی). Philadelphia: William Brown and Charles Peters. p. 131.
4. ↑  Goodrich, Charles (1829). Lives of the Signers of the Declaration of Independence (به انگلیسی). New York: William Reed & Co. p. 427.
5. ↑  Michael G. Martin Joseph Hewes, Reluctant Revolutionary? A Study of a North Carolina Whig and the War for American Independence, 1730-1779 M.A. Thesis University of North Carolina-Chapel Hill, 1969, p. 5
6. ↑  Hewes, Jimima. "Genealogical Tree". familysearch.org. Retrieved 18 Feb 2022.
7. ↑  "Philadelphia Arch Street Monthly Meeting Minutes 1744-1793, p. 62". ancestry.com. Retrieved 18 Feb 2022.
8. ↑  Higginbotham, Don; Iredell, James (1976). The Papers of James Iredell Vol. 1 (به انگلیسی). Raleigh, North Carolina: Division of Archives and History. pp. xliii.
9. ↑  Higginbotham, Don. The Papers of James Iredell. p. 107.
10. ↑  Jenkins, Charles F. (1938). The Quaker Signer in Howard Brinton, ed. , Children of Light. New York: Macmillan. p. 222.
11. ↑  Martin. Reluctant Revolutionary?. p. 29.
12. ↑  Parramore, Thomas (1967). Cradle of the Colony: The History of Chowan County and Edenton, North Carolina (به انگلیسی). Edenton, NC: Edenton Chamber of Commerce. p. 27.
13. ↑  W.P. Pruden, North Carolina State Dept of Archives and History, Joseph Hewes Papers. Referenced in Martin, Joseph Hewes: Reluctant Revolutionary?, p. 29.
14. ↑  "North Carolina History Project".
15. ↑  Martin, "Joseph Hewes: Reluctant Revolutionary?", pp. 33-36.
16. ↑  Charles Francis, Jenkins (Spring 1929). "The Two Quaker Signers". Bulletin of Friends Historical Association. 18 (1): 21 – via JSTOR.
17. ↑  St. Paul's Church Records Edenton, NC 1701-1776, reel #1 May-Aug 1774, images 141-143 FamilySearch.org.
18. ↑  newspapers.com
19. ↑  "Famous Masons". Retrieved March 25, 2022.